# Gila River Golf Classic
De  Gila River Golf Classic presented by Wild Horse Pass was een golftoernooi in Arizona dat deel uitmaakte van de Nationwide Tour van 2001 tot 2005.
Het toernooi werd steeds in oktober gespeeld op de Whirlwind Golf Club van de Wild Horse Pass Resort bij Chandler, Arizona. De woestijn aldaar werd vroeger bewoond door de Pima en Maricopa indianen en de namen van de 36 holes herinneren aan hen. Het water wordt door de Gila rivier aangevoerd.
De baan werd in 2001 geopend. In 2001 en 2002 werd het toernooi gespeeld op de Devil's Claw-baan en in 2003, 2004 en 2005 werd het gespeeld op de Cattail-baan. Het prijzengeld was US$ 450,000, waarvan $ 81,000 naar de winnaar ging.

## Winnaars
| Jaar                                                 | Winnaar                                           | Score                                             | Score                                             |
| Gila River Classic at Wild Horse Pass Development    | Gila River Classic at Wild Horse Pass Development | Gila River Classic at Wild Horse Pass Development | Gila River Classic at Wild Horse Pass Development |
| ---------------------------------------------------- | ------------------------------------------------- | ------------------------------------------------- | ------------------------------------------------- |
| 2001                                                 | Ben Crane                                         | 261                                               | -27                                               |
| Gila River Classic at Wild Horse Pass Resort         |                                                   |                                                   |                                                   |
| 2002                                                 | David Branshaw                                    | 262                                               | -26                                               |
| 2003                                                 | Lucas Glover                                      | 270                                               | -18                                               |
| 2004                                                 | Chris Nallen                                      | 264                                               | -24                                               |
| Gila River Golf Classic presented by Wild Horse Pass |                                                   |                                                   |                                                   |
| 2005                                                 | David McKenzie                                    | 268                                               | -20                                               |